# Vouillé (Vienne)
Vouillé è un comune francese di 3 552 abitanti situato nel dipartimento della Vienne nella regione della Nuova Aquitania.

## Società

### Evoluzione demografica
Abitanti censiti